# Connor McDavid
Connor McDavid (Richmond Hill, 13 de janeiro de 1997) é um jogador profissional de hóquei no gelo canadense e capitão do Edmonton Oilers, da National Hockey League (NHL), amplamente considerado como o melhor jogador do mundo. McDavid foi escolhido em primeiro lugar pelos Oilers no Draft de 2015. Em sua segunda temporada na NHL, McDavid ganhou o Troféu Art Ross como maior pontuador do campeonato, o Troféu Memorial Hart, dado para o jogador mais valioso para a sua equipe, e o Prêmio Ted Lindsay por ter sido votado o melhor jogador da NHL por outros jogadores.
McDavid cresceu na região de Toronto, onde começou a jogar hóquei, e lhe foi concedido o status de "Jogador Excepcional" pela Associação Canadense de Hóquei, o que o permitiu jogar no nível major junior um ano antes do que é normalmente permitido. Ele então se juntou ao Erie Otters, da Ontario Hockey League (OHL), atuando por três anos pelos Otters até que os Oilers o selecionaram no Draft de 2015. Internacionalmente, McDavid jogou pela Seleção Canadense de Juniores em um Mundial Sub-18, dois Mundiais de Juniores, e pela seleção principal em um Campeonato Mundial, ganhando uma medalha de ouro em cada nível.

## Biografia
McDavid nasceu em 1997 em Richmond Hill, Ontario filho de Brian and Kelly McDavid. Ele tem um irmão mais velho, chamado Cameron. McDavid começou a patinar aos 3 anos de idade, e no ano seguinte começou a jogar hóquei; seus pais mentiam sobre a sua idade porque participantes precisavam ter no mínimo 5 anos de idade. Quando McDavid tinha 6 anos a Associação de Hóquei da sua cidade natal de Newmarket não permitia que ele atuasse nas categorias de idade mais avançada que a sua. Ao invés de fazê-lo atuar com jogadores de sua faixa etária os pais de McDavid o inscreveram em uma equipe da vizinha Aurora, onde ele atuava com jogadores de até 9 anos de idade. McDavid depois se juntou ao York-Simcoe Express, um time de Aurora, Ontário, comandado por seu pai Brian. A equipe venceu por quatro vezes o título da Ontario Minor Hockey Association.
A decisão de deixar o Simcoe Express em 2011 para entrar para o Toronto Marlboros, segundo McDavid, teve custos pessoais sendo que tanto ele quanto seu pai perderam amigos por conta da decisão.
McDavid cogitou estudar na Universidade de Boston e jogar hóquei pelo time universitário, os Terriers, mas decidiu que seria melhor para seu desenvolvimento atuar na OHL.
Crescendo no Sul de Ontario, McDavid acompanhava várias equipes esportivas da área. Seu time favorito na infância era o Toronto Maple Leafs, mas ele também torcia para o Toronto Raptors e para o Toronto Blue Jays. Além dos Maple Leafs, McDavid também era fã dos Pittsburgh Penguins por conta de Sidney Crosby, seu jogador favorito. Em 2015, McDavid disse que o jogador da NHL que mais se assemelhava a ele era o então central dos Maple Leafs, Tyler Bozak, devido à sua boa patinação e mentalidade de "passar primeiro".

## Carreira

### Menores
McDavid começou a atuar no nível de menores pelo York-Simcoe Express, da Ontario Minor Hockey Association (OMHA), depois se transferindo ao Toronto Marlboros da Greater Toronto Hockey League (GTHL), onde ele atuou nas categorias Bantam (sub-15) e Midget (sub-18). Ele atuou no Torneio Internacional de Hóquei Pee-wee de Quebec em 2009, quando defendia o time de York-Simcoe, e tinha Sam Bennett como companheiro de equipe. Na temporada de 2011–12, ele anotou 79 gols e 130 assistências, totalizando 209 pontos em 88 jogos no nível Midget, e foi nomeado como o Jogador do Ano da GTHL.

### Juniores
Graças ao seu alto nível de jogo, McDavid foi concedido o status de Jogador Excepcional pela Hockey Canada e foi permitida a sua entrada no Priority Selection da OHL de 2012, aos 15 anos de idade, um ano antes do que normalmente o faria elegível. Ele foi o terceiro jogador a receber tal status, após John Tavares, em 2005, e Aaron Ekblad, em 2011.

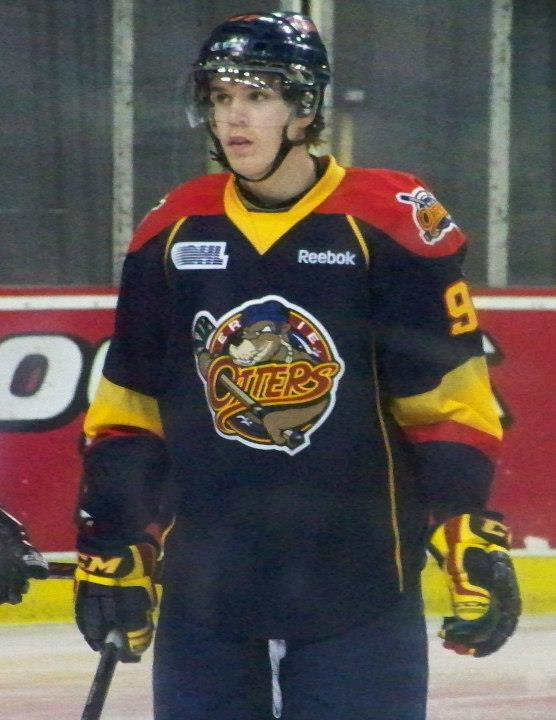
McDavid atuou pelo Erie Otters da Ontario Hockey League em 2013

McDavid foi a primeira escolha geral pelo Erie Otters no Priority Selection. Como primeira escolha geral, McDavid recebeu o Prêmio Jack Ferguson. Em sua temporada de estreia, McDavid atuou em uma linha com Connor Brown. Começando em sua segunda partida na temporada, McDavid marcou pontos em 15 jogos consecutivos, e foi nomeado o Calouro do Mês da OHL em outubro e novembro. Durante uma partida contra o Owen Sound Attack em 9 de março de 2013, McDavid deu duas assistências, chegando a 37 na temporada e batendo um novo recorde da equipe em assistências por um novato. Ele também empatou com Tim Connolly pelo maior número de pontos de um jogador em seu primeiro ano na liga, com 62. Na última partida da equipe na temporada, no dia 16 de março, diante do Guelph Storm, McDavid teve quatro assistências, totalizando 66 pontos na temporada e passando o recorde de Connolly por mais pontos por um calouro com a camisa dos Otters. McDavid terminou a temporada como o calouro com mais assistências na OHL, com 41, e o segundo em pontuação entre os novatos, com 66 pontos. Em reconhecimento por seu desempenho, McDavid foi premiado com o Prêmio Família Emms como o melhor novato na OHL, foi um dos finalistas para Calouro do Ano da CHL, e foi escolhido para o primeiro time dos novatos da OHL. O gerente geral do Dallas Stars, Jim Nill disse sobre McDavid: "Bom, ele é um franchise player. Alguém vai escolhê-lo no Draft e ele será a peça fundamental da franquia por 15, 20 anos. Jogadores assim não aparecem com frequência."
Após a temporada de 2013–14, McDavid venceu o Troféu William Hanley (pela melhor conduta esportiva da OHL), o Troféu Bobby Smith (Estudante do Ano da OHL), foi nomeado o Estudante do Ano da CHL, e escolhido para o segundo time das estrelas da OHL.

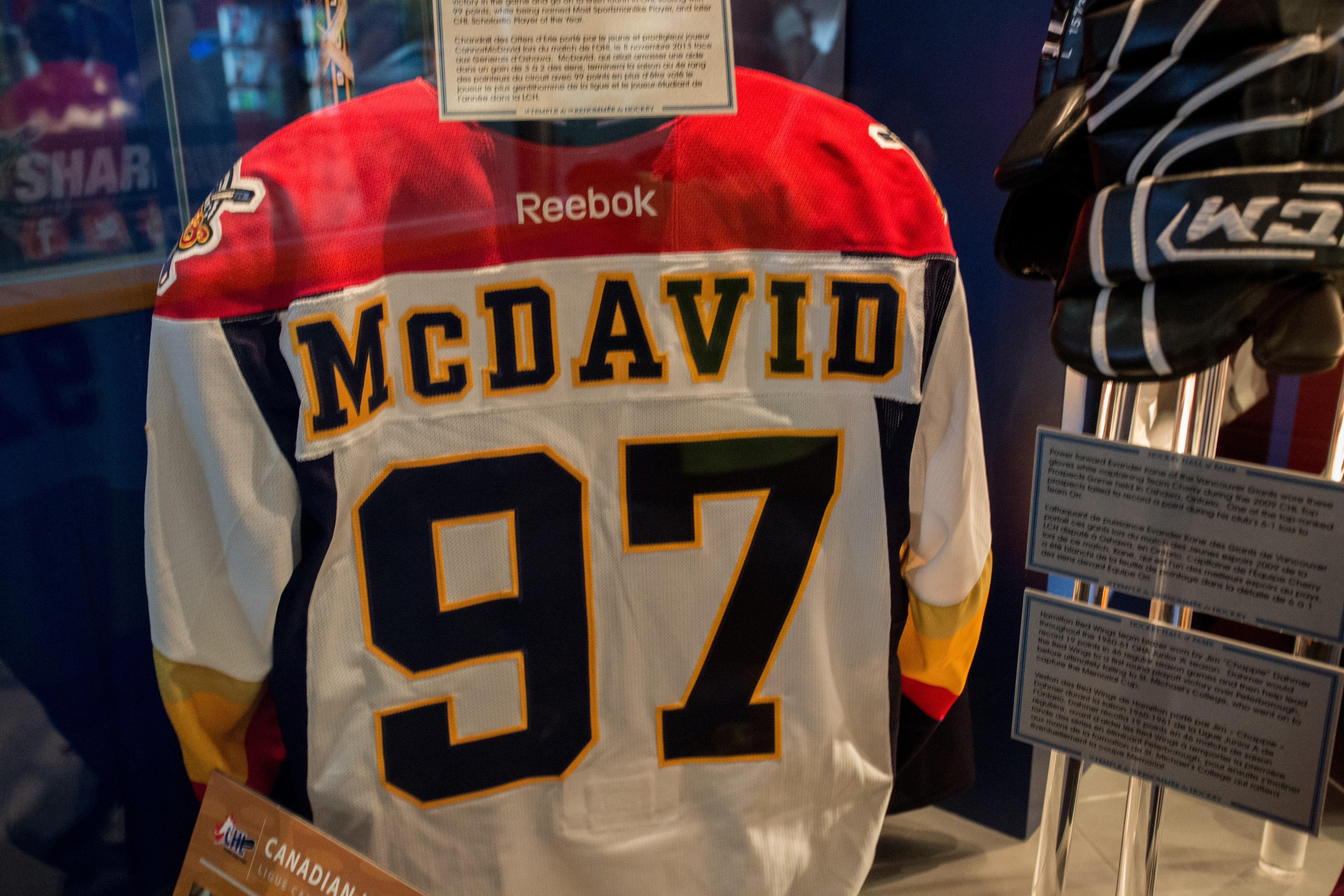
Camisa usada por McDavid durante sua passagem pelo Erie Otters, em exibição no Hockey Hall of Fame.

Durante a pré-temporada de 2014–15, McDavid foi nomeado como capitão do Erie Otters. McDavid teve um bom começo de temporada antes de quebrar sua mão em uma luta durante a partida em 11 de novembro de 2014. Naquele período, McDavid liderava a OHL em pontos, havendo marcado 16 gols e 35 assistências em 18 jogos. McDavid perdeu seis semanas de jogo por conta da lesão, retornando ao gelo para jogar pelo Canadá no Mundial de Juniores de 2015. Ele voltou aos Otters em 8 de janeiro de 2015, marcando um gol na derrota por 4 a 3 contra o Sarnia Sting. Nas 47 partidas em que McDavid atuou pelos Otters durante a temporada regular de 2014–15, ele registrou 44 gols e 76 assistências, terminando como o terceiro melhor pontuador da OHL. McDavid teve um desempenho dominante durante os playoffs da OHL, fazendo 21 gols e 28 assistências, sendo o maior pontuador entre todos com 49 pontos (em comparação, o segundo melhor pontuador, Nick Ritchie do Sault Ste. Marie Greyhounds, pontuou 26 vezes). Ele venceu o Prêmio Wayne Gretzky 99 como jogador mais valioso dos playoffs, mesmo com a eliminação do Erie Otters na final da OHL diante do Oshawa Generals. O então capitão do New York Islanders, e ex-Oshawa General, John Tavares, estava na plateia durante o jogo 3 das finais de 2015 e disse sobre McDavid: "Acho que nunca vi ninguém com esse tipo de aceleração — você acha que ele já está na velocidade máxima, mas sempre parece ter um nível acima disso."
Após a temporada 2014–15, McDavid recebeu o Troféu Red Tilson como jogador do ano da OHL e foi nomeado o jogador do ano da CHL. Ele é o jogador mais premiado em toda a história da OHL.

### Profissional
McDavid foi a primeira escolha geral no Draft da NHL de 2015 pelo Edmonton Oilers. Em 3 de julho de 2015, McDavid assinou um contrato de entrada por três anos com o time. Ele fez sua estreia na NHL em 8 de outubro de 2015, em uma derrota por 3 a 1 para o St. Louis Blues. McDavid marcou seu primeiro gol (e ponto) quatro noites depois contra o goleiro Kari Lehtonen, em uma derrota por 4 a 2 para o Dallas Stars. Em 3 de novembro de 2015, ele quebrou a clavícula durante um jogo contra o Philadelphia Flyers, ao colidir com Brandon Manning, o que o fez perder os próximos 37 jogos. Ele retornou ao time no dia 2 de fevereiro de 2016, marcando um gol e dando duas assistências. Em seu primeiro jogo contra seu time de infância, o Toronto Maple Leafs, McDavid teve sua primeira noite marcando cinco pontos, tendo uma participação em todos os gols da vitória por 5 a 2, sendo três assistências (em três gols de Jordan Eberle) e dois gols. Ele terminou em terceiro na votação para o Troféu Memorial Calder como calouro do ano da NHL, apesar de ter participado de apenas 45 jogos em sua primeira temporada profissional.
Em 5 de outubro de 2016, McDavid foi nomeado o capitão dos Oilers, sendo o capitão mais jovem da história da NHL. Com 19 anos e 266 dias, McDavid era 20 mais jovem do que quando Gabriel Landeskog foi escolhido capitão do Colorado Avalanche.
Em 19 de novembro de 2016, em um jogo contra o Dallas Stars, McDavid anotou o primeiro hat-trick de sua carreira em uma vitória por 5 a 2, botando fim a um jejum de 10 jogos sem gols. Em 18 de janeiro. McDavid chegou ao centésimo ponto de sua carreira com uma assistência diante do Florida Panthers, chegando a tal marca em 92 games e se tornando o quarto jogador em atividade a chegar mais rápido a 100 pontos. McDavid terminou a temporada com 30 gols, 70 assistências, e 100 pontos, vencendo o Troféu Art Ross como maior pontuador da NHL. Ele foi o terceiro jogador mais jovem a vencer o prêmio; apenas Sidney Crosby e Wayne Gretzky eram mais novos quando venceram. McDavid teve 11 pontos a mais que os segundo e terceiro colocados, Crosby e Patrick Kane.
No dia 5 de julho de 2017, McDavid assinou uma extensão contratual de oito anos no valor de 100 milhões de dólares com os Oilers. O valor anual médio de $12.5 mi por ano é o maior na NHL, ultrapassando os contratos de $10.5 mil de Carey Price, Jonathan Toews e Patrick Kane.
McDavid se tornou o primeiro Oiler na história a fazer um hat trick na noite de abertura da temporada, o que aconteceu no dia 4 de outubro de 2017 contra o rival provincial do time, o Calgary Flames. Em 13 de janeiro de 2018, McDavid marcou seu 200º ponto em uma assistência para um gol de Drake Caggiula.
McDavid participou de seu segundo Jogo das Estrelas da NHL em 2018, participando em dois eventos. Ele se tornou o primeiro jogador a vencer a competição de patinador mais veloz em anos consecutivos, chegando ao tempo de 13.310 e, 2017, e 13.454 em 2018.
Na temporada de 2017–18, McDavid teve um total de três hat tricks. Ele também teve sua primeira partida marcando quatro gols, contra o Tampa Bay Lightning, em 5 de fevereiro de 2018. Apesar dos Oilers não conseguirem se classificar para os playoffs da Stanley Cup de 2018, McDavid venceu o Troféu Art Ross pelo segundo ano seguido, e venceu o Prêmio Ted Lindsay Award também pela segunda vez consecutiva.

## Seleção Canadense
McDavid atuou pela primeira vez em uma competição da Federação Internacional de Hóquei no Gelo em 2013 quando fez parte da seleção canadense sub-18 no Mundial Sub-18 de 2013 em Sochi, na Rússia. O jogador mais jovem da equipe canadense, McDavid disputou sua primeira partida contra a Eslováquia no dia 18 de abril, tendo um gol e duas assistências. Após fazer um hat trick contra a Suécia, McDavid foi nomeado o melhor jogador canadense na partida. Ele liderou o campeonato em gols e pontos e levou a seleção canadense ao título, derrotando a seleção dos Estados Unidos, então atual tetracampeã.
McDavid defendeu o Canadá no Mundial de Juniores de 2014, na qual a seleção terminou na quarta posição. Ele também representou o país na edição do ano seguinte, disputada nas cidades de Toronto e Montreal, conquistando o título no dia 5 de janeiro de 2015. Ele era um dos capitães alternativos do time. Nos sete jogos que McDavid disputou no torneio, ele marcou três gols e liderou a competição com 8 assistências. Ele foi nomeado entre a equipe dos melhores do torneio.
Ele venceu a medalha de ouro atuando pelo Canadá no Mundial de Hóquei no Gelo de 2016.
Na Copa do Mundo de Hóquei de 2016 ele foi o capitão do Team North America, seleção composta por jogadores canadenses e estadunidenses abaixo dos 23 anos de idade.
McDavid e seus companheiros de time Ryan Nugent-Hopkins e Darnell Nurse fizeram parte da seleção que disputou o Campeonato Mundial de Hóquei no Gelo de 2018, sendo que McDavid foi escolhido como o capitão do time. O Canadá terminou em quarto lugar no torneio.